# Orquestra Filarmônica de Boulder
A Orquestra Filarmônica de Boulder é uma orquestra profissional americana, localizada em Boulder, Colorado. Essa é sucessora da Orquestra Sinfônica Cívica e é dirigida por Michael Butterman.

## História
A orquestra foi fundada em 1958, mas sua antecessora, o Clube Filarmônico, começou seu trabalho em 1893, tento um concerto anual. Em 1941 a Orquestra Sinfônica Cívica foi fundada como um programa de recreação, adotado pelo Conselho da Cidade. Hugh McMillen, diretor de bandas na Universidade do Colorado em Boulder conduziu o primeiro concerto (gratuito) no auditório da Escola de Boulder, uma tradição que continuou em 1943 e 1944. A orquestra acabou se dissolvendo graças a Segunda Guerra Mundial.

### Renascimento
O violinista Elinor Winchester e músicos voluntários reviveram a orquestra em Março de 1957. Thomas Facey, maestro da Golden Symphony serviu como Diretor Musical. Nesse período, a orquestra foi composta por músicos amadores e profissionais, vindos da áre de Boulder-Denver. Em 1958 Facey deixou o cargo e Antonia Brico foi nomeada maestrina. Pianista, graduada pela Universidade da Califórnia Berkley, e a primeira mulher a reger a Filarmônica de Nova Iorque, Brico inaugurou os Concertos das Crianças em 1960 e a Competição para Jovens Artístas em 1959.
Brico retirou-se da orquestra em 1964 e Ador Roth foi nomeado seu sucessor. Com ele a orquestra fez sua primeira turnê, em 1965. David Burge regeu a orquestra pela primeira vez na temporada de 1965/6 e tomou o posto de Maestro Residente em 1966. Ele serviu na orquestra até 1972.
Oswald Lehnert, virtuoso violinista e professor, foi nomeado Maestro Residente e Diretor Musical da Filarmônica em 1972. Com Lehnert, a orquestra mostrou avanços, com novos programas e séries de concertos gratuitos. Também durante sua gestão a orquestra mudou sua residência para o Auditório Macky, na Universidade do Colorado em Boulder. Permaneceu no cargo até 1996.

### Presente
De 1996 até os dias de hoje, a orquestra manteve-se totalmente profissional. Em 1996 Theodore Kuchar foi nomeado Diretor Musical da orquestra. Ele fundou a Sinfonia do Colorado (uma orquestra de câmara, composta pelo músicos da Filarmônica) em 1997. Em 1999 a orquestra tornou-se parte de uma organização chamada de Peak Associação de Arte, também conhecida como PeakArts. Em 2001 Roberto McAllister foi nomeado o Diretor Geral e Presidente da PeakArts.
Muchael Butterman é o atural Diretor Musical da Filarmônica, sendo também maestro da Sinfônica de Jacksonville e o Maestro Residente da Orquestra Filarmônica de Rochester.